# Малгобек-Горское нефтяное месторождение
Малгобек-Горское — нефтяное месторождение в России. Расположено в Ингушетии и Чечни, около г. Малгобек. Открыто в 1915 году. Разрабатывается с 1935 года.
Месторождение многопластовое, залежи в основном нефтяные иногда с газовой шапкой и газовые, глубины от 380 до 4400 м.
Нефтеносность связана с отложениями неогенового, палеогенового и мелового возрастов. Запасы нефти 0,1 млрд. тонн. Плотность нефти составляет 0,850 г/см3 или 34° API. Содержание серы составляет 0,2%. Содержание парафина составляет 0,9%. 
Нефтяное месторождение относится к Северо-Кавказской нефтегазоносной провинции. 
Оператором месторождение является российская нефтяная компания Роснефть.